# Ricardo Maurício

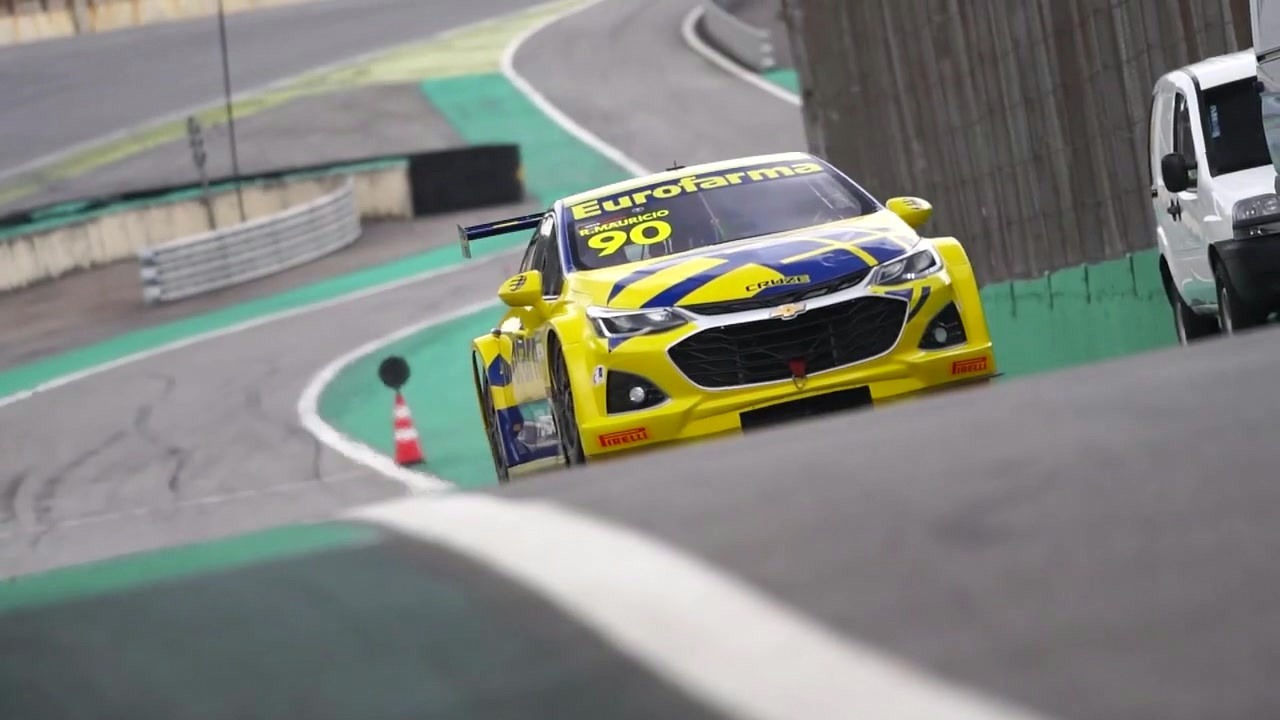
Chevrolet Cruze manejado por Ricardo Maurício en 2021.

Ricardo Maurício (São Paulo, Brasil; 7 de enero de 1979) es un piloto de automovilismo brasileño. Desarrolló su carrera deportiva compitiendo en monoplazas y automóviles de turismos. Desde 2004 disputa el Stock Car Brasil, el principal campeonato de automovilismo del país. Allí resultó campeón tres veces en 2008, 2013 y 2020, subcampeón en 2011 y tercero en 2009 y 2010.

## Carrera deportiva
Tras haberse iniciado en el karting, Maurício compitió en la Fórmula Ford Brasileña, de la cual se proclamó campeón en el año 1995, y en Fórmula Vauxhall y Fórmula 3 Británica. También compitió en las categorías Fórmula 3000 y Fórmula 3 Española, donde se consagró campeón en 2003.
Maurício regresó al Brasil en el año 2004, debutando en el Stock Car Brasil. En dicha categoría corrió con unidades de las marcas Chevrolet, Mitsubishi y Peugeot. En 2008 obtuvo el campeonato ante Marcos Gomes y Thiago Camilo con un Peugeot 307 del equipo WA-Mattheis, consiguiendo cinco victorias y nueve top 5 en 12 carreras. En 2009 se unió al equipo RC para pilotar un Chevrolet Astra. Resultó tercero en el campeonato por detrás de Cacá Bueno y Camilo, con una victoria y cuatro podios. El piloto resultó tercero en 2010 ante Max Wilson y Bueno, logrando tres victorias y seis podios.
En el año 2011, quedó a las puertas de un nuevo título en el Stock Car Brasil a bordo de su Chevrolet Vectra III, pero perdió frente a Cacá Bueno y se debió contentar con el subcampeonato, tras obtener tres podios y seis top 5 pero ningún triunfo. Maurício resultó subcampeón nuevamente en 2012 ante Bueno con el nuevo Chevrolet Sonic, tras acumular cinco podios y nueve top 5. El piloto triunfó nuevamente en las calles de Salvador de Bahía en 2013. Con siete podios en 12 carreras, obtuvo su segundo título en el Stock Car ante Camilo y Bueno. En 2014 obtuvo dos victorias, dos terceros puestos y un cuarto lugar en 21 carreras, por lo que quedó relegado a la décima colocación final.
A su vez, Maurício debutó en 2009 en el Campeonato GT3 Brasileño, donde corrió a bordo de un Porsche 911, mientras que en 2010 y 2011 lo hizo con un Lamborghini Gallardo. En 2010 disputó el Trofeo Fiat Linea, resultando 13º con un podio.
Maurício tomó parte dos fechas de la Copa Petrobras de Marcas 2011, a bordo de un Ford Focus. Disputó toda la temporada 2012 con un Honda Civic. No ganó ninguna carrera, pero acumuló diez podios en 16 y resultó campeón ante Ricardo Zonta y Denis Navarro. En 2013 logró cuatro victorias y nueve top 5 en 16 carreras, nuevamente con Honda, por lo que resultó campeón ante Navarro y Vítor Meira.
Se agregan a su trayectoria cinco incursiones en la categoría TC 2000 en los años 2007, 2008, 2009, 2010 y 2011, acompañando al piloto Norberto Fontana en las cuatro primeras incursiones y coronándose campeón en la Copa Endurance Series de 2009. También en 2011, compitió en dos fechas de la categoría Top Race V6 a bordo de un Mitsubishi Lancer GT de la escuadra oficial Mitsubishi GF Racing.

## Trayectoria
| Año       | Categoría                               | Marca                     |
| --------- | --------------------------------------- | ------------------------- |
| 1989-1994 | Piloto de karts                         | Karting                   |
| 1995      | Fórmula Ford Brasil. Debut y campeonato | Van Diemen - Ford         |
| 1996      | Fórmula Opel Lotus Nation's Cup         | Dallara-Opel              |
| 1996      | Fórmula Vauxhall Inglesa                | Dallara-Vauxhall          |
| 1997      | Fórmula 3 Inglesa                       | TOM's - Toyota            |
| 1997      | F3-Gran Premio de Macao                 | TOM's - Toyota            |
| 1998      | Fórmula 3 Inglesa                       | Dallara - Honda           |
| 1998      | F3-Gran Premio de Macao                 | Dallara - Honda           |
| 1999      | Fórmula 3000 Internacional              | Lola-Zytek                |
| 2000      | Fórmula 3000 Internacional              | Lola-Zytek                |
| 2001      | Fórmula 3000 Internacional              | Lola-Zytek                |
| 2002      | Fórmula 3000 Internacional              | Lola-Zytek                |
| 2003      | Fórmula 3 Española. Debut y campeonato  | Dallara-Toyota            |
| 2004      | Debut en Stock Car V8                   | Chevrolet Astra           |
| 2005      | Stock Car V8                            | Chevrolet Astra           |
| 2006      | Stock Car V8                            | Mitsubishi Lancer         |
| 2007      | Stock Car V8                            | Chevrolet Astra           |
| 2007      | 200 km de Buenos Aires (TC 2000)        | Toyota Corolla (invitado) |
| 2008      | Campeón Stock Car V8                    | Peugeot 307               |
| 2008      | 200 km de Buenos Aires (TC 2000)        | Toyota Corolla (invitado) |
| 2009      | Stock Car V8                            | Chevrolet Vectra III      |
| 2009      | Ganador Copa Endurance Series (TC 2000) | Toyota Corolla (invitado) |
| 2009      | GT3 Brasil                              | Porsche 997 GT3 RS        |
| 2010      | Stock Car V8                            | Chevrolet Vectra III      |
| 2010      | Copa Endurance Series (TC 2000)         | Ford Focus II (invitado)  |
| 2010      | GT3 Brasil                              | Lamborghini Gallardo      |
| 2010      | Copa Línea Brasil                       | Fiat Linea                |
| 2011      | Subcampeón Stock Car V8                 | Chevrolet Vectra III      |
| 2011      | 200 km de Buenos Aires (TC 2000)        | Toyota Corolla (invitado) |
| 2011      | Copa Petrobras de Marcas                | Ford Focus                |
| 2011      | GT3 Brasil                              | Lamborghini Gallardo      |
| 2011      | Top Race V6                             | Mitsubishi Lancer GT      |
| 2012      | Subcampeón Stock Car Brasil             | Chevrolet Sonic           |
| 2012      | Campeón Copa Petrobras de Marcas        | Honda Civic IX            |
| 2013      | Campeón Stock Car V8                    | Chevrolet Sonic           |
| 2013      | Ganador Copa Petrobras de Marcas        | Honda Civic IX            |
| 2013      | Rolex Sports Car Series                 | Porsche 911 GT3           |

- [11]

## Palmarés
| Título  | Especialidad                                          | Marca             | Año  |
| ------- | ----------------------------------------------------- | ----------------- | ---- |
| Campeón | Fórmula Ford Brasil                                   | Van Diemen - Ford | 1995 |
| Campeón | Fórmula 3 Española                                    | Dallara-Toyota    | 2003 |
| Campeón | Stock Car V8                                          | Peugeot 307       | 2008 |
| Campeón | Copa Endurance Series (invitado por Norberto Fontana) | Toyota Corolla    | 2009 |
| Campeón | Copa Petrobras de Marcas                              | Honda Civic       | 2012 |
| Campeón | Copa Petrobras de Marcas                              | Honda Civic       | 2013 |
| Campeón | Stock Car                                             | Chevrolet Sonic   | 2013 |

## Resultados

### Fórmula 3000 Internacional
(Clave) (negrita indica pole position) (cursiva indica vuelta rápida)

| Año      | Escudería            | 1       | 2       | 3       | 4       | 5       | 6       | 7       | 8      | 9       | 10      | 11    | 12      | Pos. | Puntos |
| -------- | -------------------- | ------- | ------- | ------- | ------- | ------- | ------- | ------- | ------ | ------- | ------- | ----- | ------- | ---- | ------ |
| 1999     | Super Nova Racing    | IMO 15  | MON Ret | CAT Ret |         |         |         |         |        |         |         |       |         | 22.º | 1      |
| 1999     | Red Bull Junior Team |         |         |         | MAG DNQ | SIL DNQ | A1R 15  | HOC DNQ | HUN 9  | SPA 6   | NUR Ret |       |         | 22.º | 1      |
| 2000     | Red Bull Junior Team | IMO Ret | SIL Ret | CAT Ret | NUR Ret | MON Ret | MAG Ret | A1R Ret | HOC 14 | HUN 3   | SPA 7   |       |         | 17.º | 4      |
| 2001     | Red Bull Junior Team | INT     | IMO     | CAT     | A1R     | MON 6   | NUR 5   | MAG Ret | SIL 7  | HOC 17  | HUN 2   | SPA 3 | MNZ 6   | 8.º  | 14     |
| 2002     | Red Bull Junior Team | INT 3   | IMO Ret | CAT 4   | A1R 15  | MON 7   | NUR 9   | SIL Ret | MAG 10 | HOC Ret | HUN 11  | SPA 5 | MNZ Ret | 11.º | 9      |
| Fuentes: |                      |         |         |         |         |         |         |         |        |         |         |       |         |      |        |

### Turismo Competición 2000
| Año  | Equipo                | Auto              | 1   | 2   | 3   | 4   | 5   | 6   | 7  | 8   | 9   | 10  | 11  | 12  | 13  | 14  | Res. | Puntos |
| ---- | --------------------- | ----------------- | --- | --- | --- | --- | --- | --- | -- | --- | --- | --- | --- | --- | --- | --- | ---- | ------ |
| 2007 |                       |                   | CR  | GR  | BB  | SMM | SJU | SP  | AG | SFE | SRA | VIE | BA  | OBE | SL  | PDE | -    | -      |
| 2007 | Toyota Team Argentina | Toyota Corolla IX |     |     |     |     |     |     |    |     |     |     | 18† |     |     |     | -    | -      |
| 2008 |                       |                   | PAR | SAL | GR  | SFE | SJU | RES | AG | BA  | OBE | TRH | VIE | SMM | PDF | PDE | -    | -      |
| 2008 | Toyota Team Argentina | Toyota Corolla IX |     |     |     |     |     |     |    | 8   |     |     |     |     |     |     | -    | -      |
| 2009 |                       |                   | AG  | GR  | OBE | SMM | TRH | RES | BA | CEN | SFE | SFE | SJU | SJU | PDF |     | -    | -      |
| 2009 | Toyota Team Argentina | Toyota Corolla X  |     |     |     |     | 7   |     | 1  |     |     |     |     |     | 6   |     | -    | -      |
| 2010 |                       |                   | PDE | SMM | GR  | AG  | RES | TRH | LR | SFE | SFE | CEN | OBE | BA  | PDF |     | -    | -      |
| 2010 | Ford YPF              | Ford Focus II     |     |     |     |     |     |     |    |     |     |     |     | 6   |     |     | -    | -      |
| 2011 |                       |                   | GR  | SFE | SFE | SMM | SJU | RES | AG | TRH | LPL | TRE | JUN | PDF | PAR |     | -    | -      |
| 2011 | Toyota Team Argentina | Toyota Corolla X  |     |     |     |     |     |     |    |     | 14  |     |     |     |     |     | -    | -      |

#### Copa Endurance Series
| Año  | Equipo                | Auto             | 1   | 2  | 3   | Res. | Puntos |
| ---- | --------------------- | ---------------- | --- | -- | --- | ---- | ------ |
| 2009 |                       |                  | TRH | BA | PDF | 1°   | 45     |
| 2009 | Toyota Team Argentina | Toyota Corolla X | 7   | 1  | 5   | 1°   | 45     |

### Súper TC 2000
| Año  | Equipo                       | Auto          | 1   | 2   | 3   | 4    | 5   | 6   | 7   | 8   | 9   | 10  | 11  | 12 | 13 | 14    | Res. | Puntos |
| ---- | ---------------------------- | ------------- | --- | --- | --- | ---- | --- | --- | --- | --- | --- | --- | --- | -- | -- | ----- | ---- | ------ |
| 2016 |                              |               | TRE | ROS | SMM | AG I | TRH | OBE | BA  | SFE | SFE | TOA | SJU | GR | GR | AG II | -    | -      |
| 2016 | Team Peugeot Total Argentina | Peugeot 408 I |     |     |     |      |     |     | Ret |     |     |     |     |    |    |       | -    | -      |